# اولشی (ناحیه ییهلاوا)
اولشی (به چکی: Olší) یک منطقهٔ مسکونی در جمهوری چک است که در ناحیه ییهلاوا واقع شده‌است. اولشی ۳٫۶۱ کیلومتر مربع مساحت و ۵۳ نفر جمعیت دارد و ۶۱۱ متر بالاتر از سطح دریا واقع شده‌است.